# فيلاهيرموسا

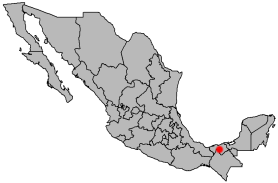
موقع فيلاهيرموسا في المكسيك

فيلاهيرموسا (Villahermosa) هي مدينة تقع في جنوب شرق المكسيك على نهر غريخالفا. تأسست في عام 1596 بالقرب من موقع استيطان أولميك باسم «فيلا فيليبي الثانية» ثم «سان خوان دي فيلا هيرموسا» ثم «سان خوان باوتيستا»، وسميت باسم «فيلاهيرموسا» في عام 1915. وهي عاصمة ولاية تاباسكو المكسيكية، والحاضرة البلدية لمنطقة سنترو. مساحتها 1612 كم2. في عام 2005 قدر عدد سكانها بحوالي 524558 نسمة. يوجد بها كاتدرائية يعود بناؤها للعام 1614، كما تحتوي على أحد أبرز متاحف الآثار في المكسيك. ويوجد فيها أيضاً بعض آثار حضارة المايا.

## المناخ
يظهر الجدول التالي التغييرات المناخية على مدار السنة لفيلاهيرموسا:
| البيانات المناخية لـفيلاهيرموسا                                 | البيانات المناخية لـفيلاهيرموسا | البيانات المناخية لـفيلاهيرموسا | البيانات المناخية لـفيلاهيرموسا | البيانات المناخية لـفيلاهيرموسا | البيانات المناخية لـفيلاهيرموسا | البيانات المناخية لـفيلاهيرموسا | البيانات المناخية لـفيلاهيرموسا | البيانات المناخية لـفيلاهيرموسا | البيانات المناخية لـفيلاهيرموسا | البيانات المناخية لـفيلاهيرموسا | البيانات المناخية لـفيلاهيرموسا | البيانات المناخية لـفيلاهيرموسا | البيانات المناخية لـفيلاهيرموسا |
| الشهر                                                           | يناير                           | فبراير                          | مارس                            | أبريل                           | مايو                            | يونيو                           | يوليو                           | أغسطس                           | سبتمبر                          | أكتوبر                          | نوفمبر                          | ديسمبر                          | المعدل السنوي                   |
| --------------------------------------------------------------- | ------------------------------- | ------------------------------- | ------------------------------- | ------------------------------- | ------------------------------- | ------------------------------- | ------------------------------- | ------------------------------- | ------------------------------- | ------------------------------- | ------------------------------- | ------------------------------- | ------------------------------- |
| الدرجة القصوى °م (°ف)                                           | 38.0 (100.4)                    | 38.0 (100.4)                    | 41.5 (106.7)                    | 43.1 (109.6)                    | 43.5 (110.3)                    | 41.7 (107.1)                    | 40.0 (104.0)                    | 40.0 (104.0)                    | 38.5 (101.3)                    | 37.5 (99.5)                     | 38.0 (100.4)                    | 35.5 (95.9)                     | 43.5 (110.3)                    |
| متوسط درجة الحرارة الكبرى °م (°ف)                               | 27.9 (82.2)                     | 29.2 (84.6)                     | 31.9 (89.4)                     | 33.9 (93.0)                     | 35.1 (95.2)                     | 34.4 (93.9)                     | 33.9 (93.0)                     | 34.0 (93.2)                     | 33.0 (91.4)                     | 31.2 (88.2)                     | 29.8 (85.6)                     | 28.3 (82.9)                     | 31.9 (89.4)                     |
| المتوسط اليومي °م (°ف)                                          | 23.6 (74.5)                     | 24.5 (76.1)                     | 26.6 (79.9)                     | 28.5 (83.3)                     | 29.6 (85.3)                     | 29.3 (84.7)                     | 28.9 (84.0)                     | 28.9 (84.0)                     | 28.4 (83.1)                     | 27.1 (80.8)                     | 25.7 (78.3)                     | 24.1 (75.4)                     | 27.1 (80.8)                     |
| متوسط درجة الحرارة الصغرى °م (°ف)                               | 19.3 (66.7)                     | 19.7 (67.5)                     | 21.3 (70.3)                     | 23.1 (73.6)                     | 24.2 (75.6)                     | 24.2 (75.6)                     | 23.8 (74.8)                     | 23.8 (74.8)                     | 23.8 (74.8)                     | 23.0 (73.4)                     | 21.5 (70.7)                     | 19.9 (67.8)                     | 22.3 (72.1)                     |
| أدنى درجة حرارة °م (°ف)                                         | 10.5 (50.9)                     | 12.4 (54.3)                     | 13.0 (55.4)                     | 15.0 (59.0)                     | 13.0 (55.4)                     | 19.0 (66.2)                     | 20.0 (68.0)                     | 20.0 (68.0)                     | 19.5 (67.1)                     | 17.0 (62.6)                     | 14.0 (57.2)                     | 10.9 (51.6)                     | 10.5 (50.9)                     |
| معدل هطول الأمطار مم (إنش)                                      | 125.6 (4.94)                    | 79.0 (3.11)                     | 50.1 (1.97)                     | 44.6 (1.76)                     | 95.9 (3.78)                     | 208.5 (8.21)                    | 178.9 (7.04)                    | 216.8 (8.54)                    | 328.2 (12.92)                   | 299.9 (11.81)                   | 187.2 (7.37)                    | 145.0 (5.71)                    | 1٬959٫7 (77.15)                 |
| متوسط الأيام الممطرة (≥ 0.1 mm)                                 | 11.1                            | 8.5                             | 5.8                             | 4.2                             | 5.9                             | 13.9                            | 14.5                            | 15.7                            | 18.3                            | 16.2                            | 11.3                            | 11.0                            | 136.4                           |
| متوسط الرطوبة النسبية (%)                                       | 76                              | 75                              | 73                              | 73                              | 71                              | 72                              | 72                              | 75                              | 77                              | 79                              | 81                              | 81                              | 75                              |
| ساعات سطوع الشمس الشهرية                                        | 168                             | 185                             | 252                             | 215                             | 278                             | 217                             | 252                             | 245                             | 167                             | 150                             | 170                             | 144                             | 2٬443                           |
| المصدر #1: Servicio Meteorológico National (humidity 1981–2000) |                                 |                                 |                                 |                                 |                                 |                                 |                                 |                                 |                                 |                                 |                                 |                                 |                                 |
| المصدر #2: الأرصاد الجوية الألمانية (sun, 1961–1990)            |                                 |                                 |                                 |                                 |                                 |                                 |                                 |                                 |                                 |                                 |                                 |                                 |                                 |

## توأمة
لفيلاهيرموسا اتفاقيات توأمة مع كل من:
- سان بيرناردينو
- كواتزاكوالكوس

## أعلام
- دورا ماريا
- كارلوس بييثير كامرا
- ماورو لينيز
- أرتور نونيز خيمينيز
- كريستينا فارفان
- اليخاندرو فليبي